# Kiến trúc Khmer

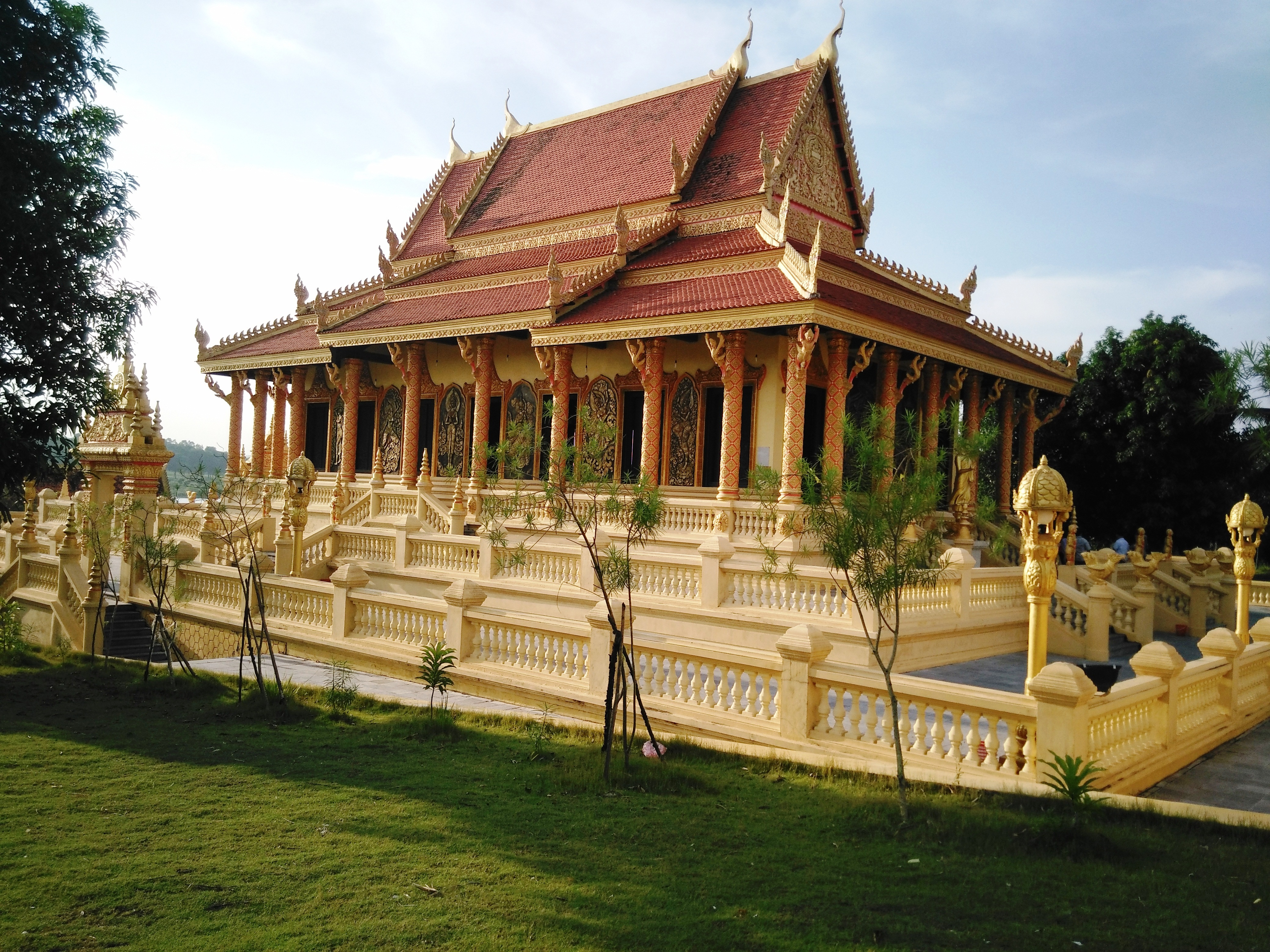
Phong cách kiến trúc Khmer của người Khmer Nam Bộ tại Làng Văn hóa các dân tộc Việt Nam tại Sơn Tây

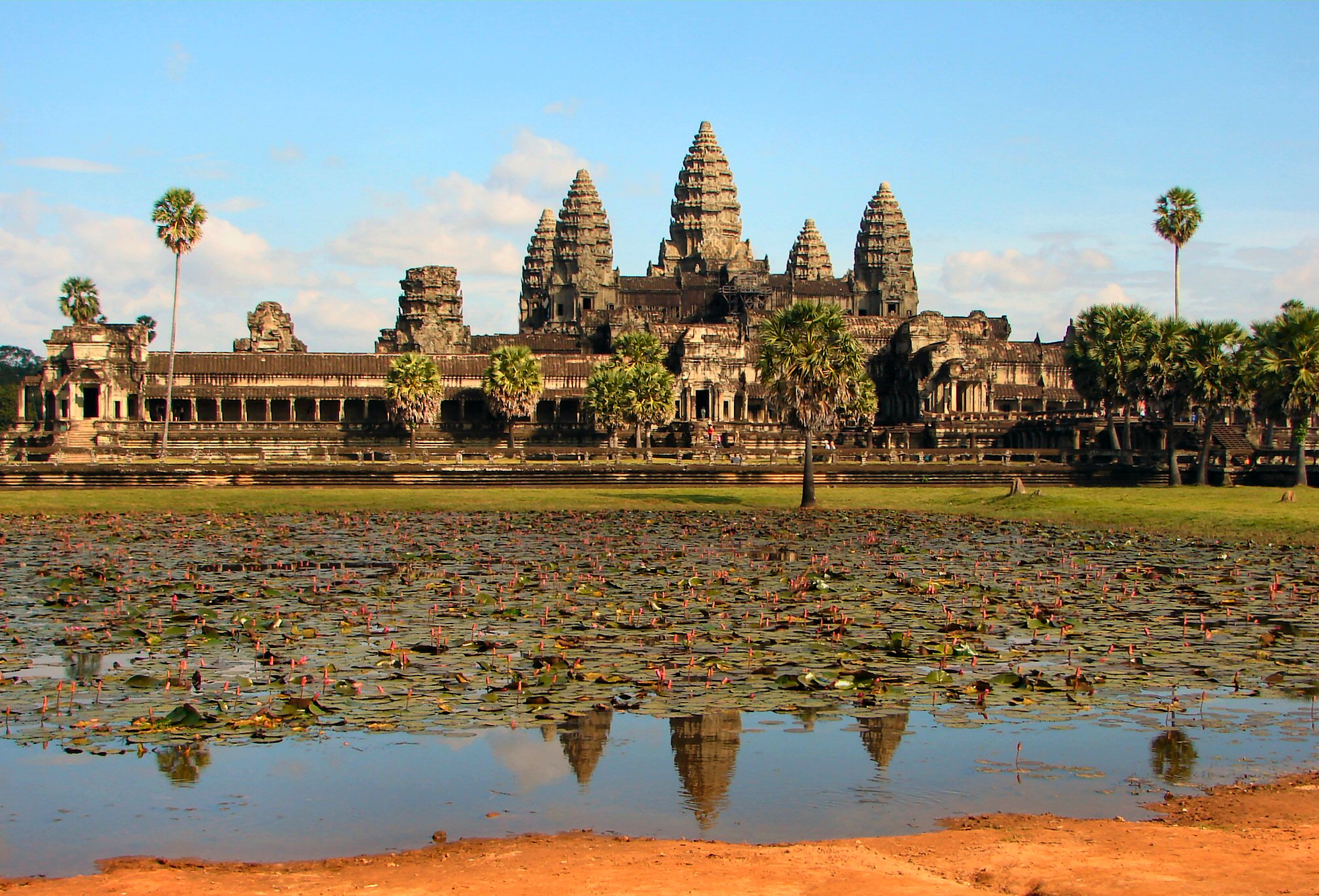
Đền Angkor Wat, một kiệt tác của kiến trúc Angkor

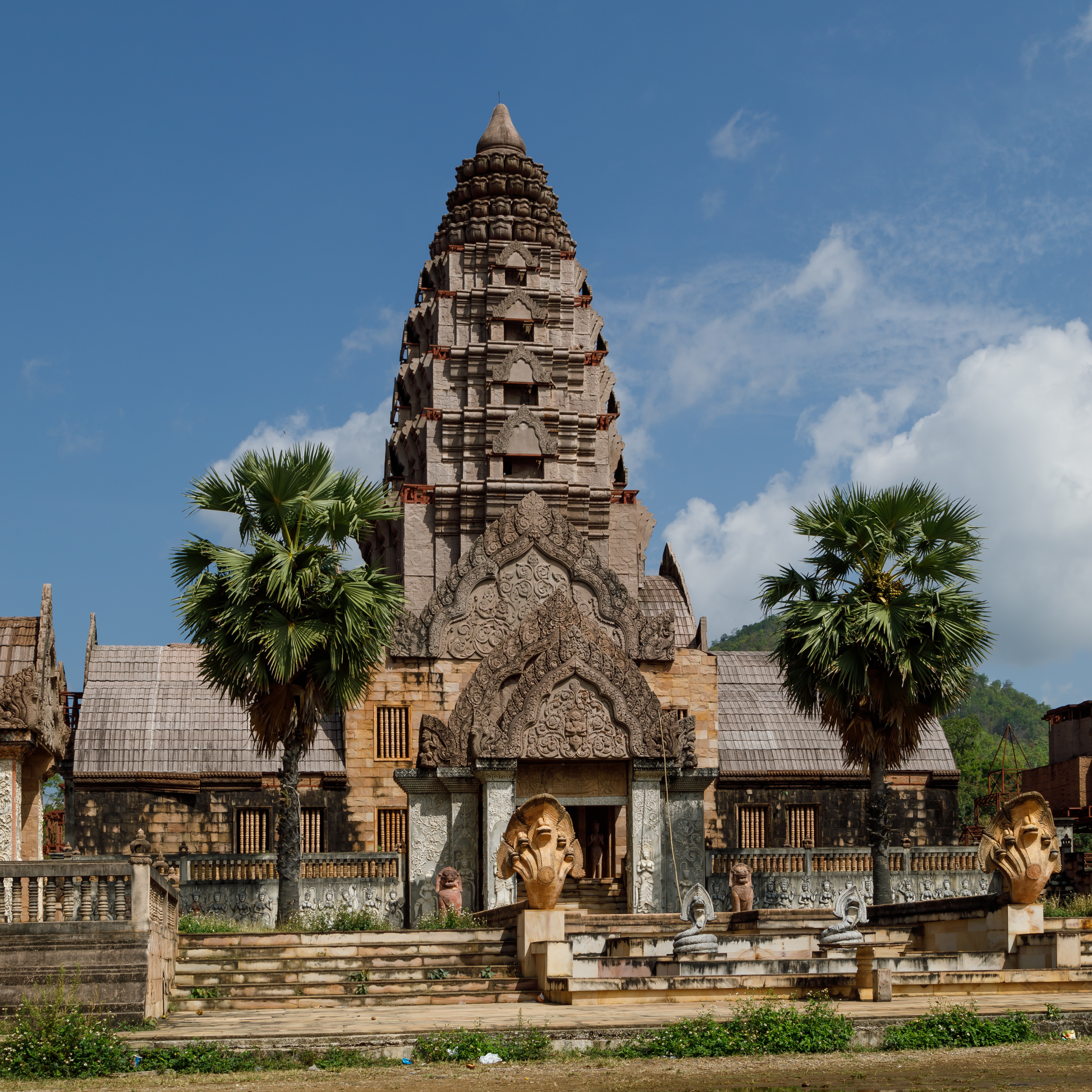
Một ngôi đền Khmer thuộc tổ hợp suối khoáng nóng Thaweesin, tỉnh Chiang Rai, Thái Lan

Kiến trúc Khmer chỉ về phong cách kiến trúc của người Khmer ở Campuchia và Nam Bộ Việt Nam. Thời kỳ Angkor bắt đầu từ khoảng nửa cuối thế kỷ thứ 8 đến đầu thế kỷ 15. Trong bất kỳ nghiên cứu nào về kiến trúc của người Angkor, tôn giáo luôn là nhân tố tác động lớn nhất đến kiến trúc của họ. Trong thời kỳ Angkor, chỉ các đền thờ và công trình tôn giáo khác là được xây dựng bằng đá. Những công trình không dùng cho mục đích tôn giáo như nhà ở được xây bằng những vật liệu dễ hư hỏng, không tồn tại được lâu dài như gỗ. Kiến trúc các công trình tôn giáo của Angkor có cấu trúc, nguyên lý, họa tiết đặc trưng. Có nhiều trường phái kiến trúc liên tiếp mang đặc trưng khác nhau trong suốt giai đoạn của người Angkor.

## Các giai đoạn
Đế quốc Khmer bắt đầu khoảng năm 802 TCN bởi Jayavarman II và kết thúc năm 1431 khi người Thái xâm lược vương quốc Ayutthaya, tàn sát và đuổi người Khmer khỏi thủ đô Angkor, tầng lớp tinh anh, lành nghề của người Khmer từ đó dần xóa sổ. Các học giả đã tạo các phân kỳ cho trường phái kiến trúc Angkor. Những thời kỳ, trường phái được liệt kê dưới đây là đáng chú ý. Mỗi cái tên được đặt theo tên ngôi chùa mang đặc trưng của trường phái đó.
- Trường phái Preah Ko (877-886 AD):
- Trường phái Bakheng (889-923)
- Trường phái Koh Ker (921-944)
- Trường phái Pre Rup (944-968)
- Trường phái Banteay Srei (967-1000)
- Trường phái Khleang (968-1010)
- Trường phái Baphuon (1050–1080)
- Trường phái Angkor Wat cổ điển (1080–1175)
- Trường phái Bayon (1181–1243)
- Trường phái Tháp Bayon (1243–1431)

## Vật liệu
Các công trình kiến trúc Angkor sử dụng gạch nung, sa thạch, đá ong, gỗ. Kết cấu còn lại của các di tích là gạch, sa thạch và đá ong, các yếu tố gỗ đã bị phân hủy.

## Kết cấu

### Khu thờ chính
Khu thờ chính của đền thờ người Angkor là nơi thờ vị thần bảo hộ của ngôi đền. Thần Shiva, thần Vishu trong các ngôi đền đạo Hindu; Thích-ca Mâu-ni hay Bồ Tát trong các ngôi đền thờ đạo Phật. Mỗi vị thần được đại diện bởi một bức tượng (đạo Hindu thì sử dụng Linga làm đại diện).

### Đền tháp

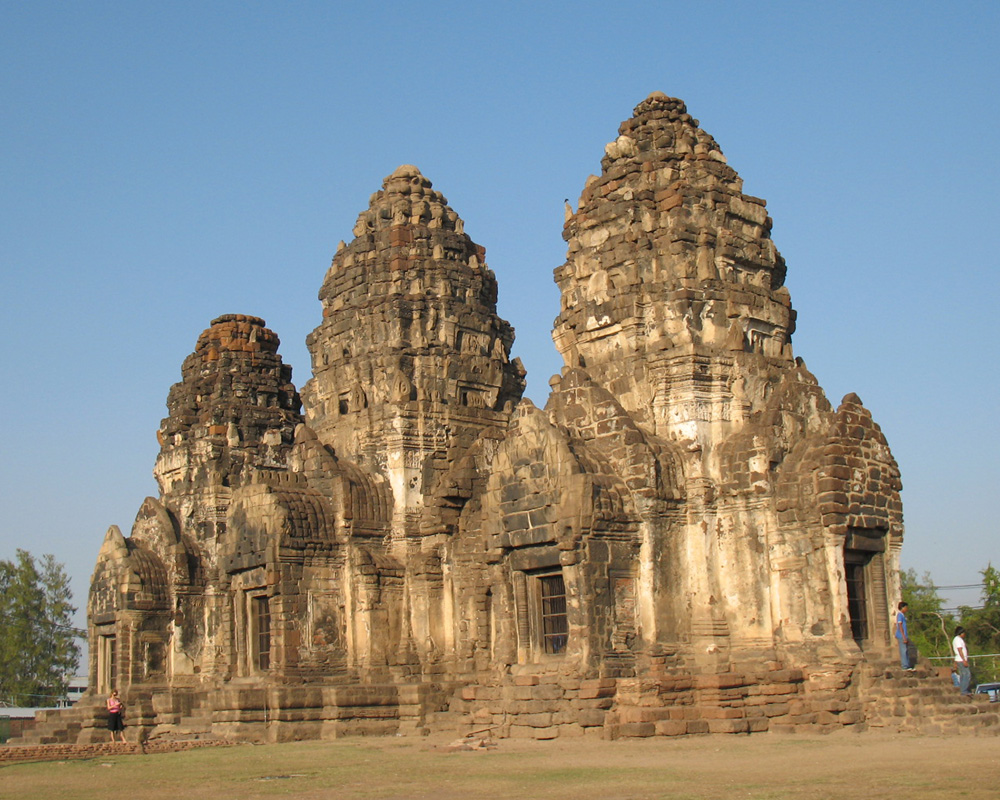
Đền Prang Sam Yot ảnh hưởng kiến trúc Angkor của Khmer ở tỉnh Lopburi, Thái Lan

Đền tháp có bề ngoài giống như búp sen chưa nở, có đỉnh chóp nhọn. Luôn được chạm trổ tinh xảo, và phổ biến của các công trình kiến trúc Khmer.

### Hội trường khiêu vũ
Nó là một tòa nhà hình chữ nhật kéo dài dọc theo trục đông của đền thờ và chia thành bốn sân bởi các hành lang. Các cột trụ ở hành lang trang trí chạm khắc họa tiết động tác múa của Apsara